# Miriam Kolodziejová
Miriam Koldziejová (født 11. april 1997 i Most, Tjekkiet) er en professionel kvindelig tennisspiller fra Tjekkiet.